# Alydus scutellatus
Alydus scutellatus är en insektsart som beskrevs av Van Duzee 1903. Alydus scutellatus ingår i släktet Alydus och familjen krumhornskinnbaggar. Inga underarter finns listade i Catalogue of Life.